# Nicolas Mahut
Nicolas Pierre Armand Mahut (Angers, 21 januari 1982) is een Franse tennisser. Mahut is rechtshandig en speelt professioneel tennis sinds 2000. De Fransman is het meest succesvol in het dubbelspel, hij won tot 2023 37 dubbeltitels en 4 enkeltitels in ATP-toernooien.

## Carrière
Mahut houdt van het spelen op grasbanen. In 2006 maakte hij zijn debuut op Wimbledon. Hij haalde er gemakkelijk de 3e ronde, waarin hij verloor van de uiteindelijke winnaar Roger Federer. Dit is tevens tot op heden zijn beste resultaat in het enkelspel op een grandslamtoernooi. Een jaar later haalde Mahut de finales van Queen's (het ATP-toernooi van Londen), door onder anderen Jonas Björkman, Ivan Ljubičić en Rafael Nadal te verslaan, om vervolgens in de finale van meervoudig toernooiwinnaar Andy Roddick te verliezen.

### Langste partij
Op 22 tot 24 juni 2010 speelde Mahut in de eerste ronde van Wimbledon tegen de Amerikaan John Isner de langste professionele tennispartij ooit. Op 23 juni was de stand 59-59 in de vijfde set, toen de partij wegens invallende duisternis moest worden afgebroken. Een dag eerder was de partij ook al afgebroken vanwege de duisternis. Op 24 juni ging de partij verder. Mahut verloor uiteindelijk met 4-6, 6-3, 7-6, 6-7, 68-70. In totaal duurde de wedstrijd 11 uur en 5 minuten.
Behalve langste wedstrijd ooit was het ook de wedstrijd met de meeste aces ooit. Beide spelers verbraken het record van Ivo Karlović, die in één partij 78 aces had geslagen. Isner sloeg er 113, Mahut 103.
In 2013 won Mahut zijn eerste titel door het ATP-toernooi van Rosmalen te winnen. In de finale versloeg hij de Zwitser Stanislas Wawrinka. Een week na Wimbledon 2013 haalde hij de finale van het ATP-toernooi van Newport, waarvan hij in 2007 verliezend finalist was. Hij versloeg de grasspecialist Lleyton Hewitt. Na het winnen van het enkelspeltoernooi won hij enkele uren later ook het dubbelspel in Newport. In 2004 was hij al eens verliezend finalist in het dubbelspeltoernooi op het Amerikaanse gras. In 2015 won hij weer het ATP-toernooi van Rosmalen en net als in 2013 deed hij dit als qualifier.

### Dubbelsucces
Samen met zijn landgenoot Pierre-Hugues Herbert won Mahut in 2015 de US Open. 
In 2016 won Mahut (ATP-49) voor de derde keer het grastoernooi van Rosmalen. In de finale klopte de 34-jarige Fransman de Luxemburger Gilles Müller (ATP-44): 6-4 en 6-4. Op zondag werd de partij bij een stand van 6-4 in het voordeel van de als achtste geplaatste wildcardhouder Mahut onderbroken door regen, waarna voor het eerst in de toernooigeschiedenis een finalepartij op maandag uitgespeeld moest worden. Vier weken later wonnen Mahut en Herbert de herendubbeltitel op Wimbledon. 
In 2018 waren Mahut de beste op het belangrijkste toernooi in eigen land Roland Garros. 
Tijdens de Australian Open 2019 wonnen Mahut en Herbert de titel, hiermee waren zij het achtste koppel dat alle vier de grandslamtoernooien in het herendubbel ten minste éénmaal gewonnen had. Later dat jaar wonnen zij ook de ATP Finals voor de eerste maal.
In 2021 wonnen Mahut en Herbert voor de tweede maal Roland Garros en de ATP Finals.

## Palmares
| Legenda                       | Legenda               |
| ----------------------------- | --------------------- |
| Grand Slam                    |                       |
| Olympische Spelen             |                       |
| tot 2009                      | vanaf 2009            |
| Tennis Masters Cup            | ATP Finals            |
| ATP Masters Series            | ATP Tour Masters 1000 |
| ATP International Series Gold | ATP Tour 500          |
| ATP International Series      | ATP Tour 250          |

### EnkelspelATP-toernooien
| Nr.                          | Datum             | Toernooi         | Ondergrond    | Tegenstander in finale | Score                 | Details |
| ---------------------------- | ----------------- | ---------------- | ------------- | ---------------------- | --------------------- | ------- |
| Gewonnen finales             |                   |                  |               |                        |                       |         |
| 1.                           | 22 juni 2013      | ATP Rosmalen (1) | Gras          | Stanislas Wawrinka     | 6-3, 6-4              | Details |
| 2.                           | 8 juli 2013       | ATP Newport      | Gras          | Lleyton Hewitt         | 5-7 7-5 6-3           | Details |
| 3.                           | 14 juni 2015      | ATP Rosmalen (2) | Gras          | David Goffin           | 7-6, 6-1              | Details |
| 4.                           | 13 juni 2016      | ATP Rosmalen (3) | Gras          | Gilles Müller          | 6-4, 6-4              | Details |
| Verloren finales             |                   |                  |               |                        |                       |         |
| 1                            | 17 juni 2007      | ATP Londen       | Gras          | Andy Roddick           | 6-4, 6-7(9), 6-7(2)   | Details |
| 2                            | 15 juli 2007      | ATP Newport      | Gras          | Sam Querrey            | 4-6, 4-6              | Details |
| Gewonnen finales challengers |                   |                  |               |                        |                       |         |
| 1.                           | 20 maart 2003     | Manchester       | Gras          | Gilles Elseneer        | 6-3, 7-6(5)           |         |
| 2.                           | 25 juli 2004      | Valladolid       | Hardcourt     | Jean-Michel Pequery    | 6-3, 3-6, 6-5, opgave |         |
| 3.                           | 26 februari 2006  | Besançon         | Hardcourt (i) | Frank Dancevic         | 6-3, 6-4              |         |
| 4.                           | 5 maart 2006      | Cherbourg        | Hardcourt (i) | Jean-Christophe Faurel | 6-2, 6-4              |         |
| 5.                           | 19 maart 2006     | Kyoto            | Tapijt (i)    | Yen-Hsun Lu            | 6-4, 6-1              |         |
| 6.                           | 14 september 2008 | Orléans          | Hardcourt (i) | Christophe Rochus      | 5-7, 6-1, 7-6(2)      |         |
| 7.                           | 7 maart 2010      | Cherbourg        | Hardcourt (i) | Gilles Müller          | 6-4, 6-3              |         |
| 8.                           | 24 oktober 2010   | Orléans          | Hardcourt (i) | Grigor Dimitrov        | 2-6, 7-6(6), 7-6(4)   |         |
| 9.                           | 6 februari 2011   | Courmayeur       | Hardcourt (i) | Gilles Müller          | 7-6(4), 6-4           |         |
| 10.                          | 13 oktober 2013   | Rennes           | Hardcourt (i) | Kenny De Schepper      | 6-3, 7-6(3)           |         |
| 11.                          | 7 september 2014  | Saint Remy       | Hardcourt     | Vincent Millot         | 6-7(3), 6-4, 6-3      |         |
| 12.                          | 12 april 2015     | Saint-Brieuc     | Hardcourt (i) | Yuichi Sugita          | 3-6, 7-6(3), 6-4      |         |

### Dubbelspel ATP-toernooien
| Nr.                          | Datum             | Toernooi            | Ondergrond    | Partner                | Tegenstanders in finale                   | Score                               | Details |
| ---------------------------- | ----------------- | ------------------- | ------------- | ---------------------- | ----------------------------------------- | ----------------------------------- | ------- |
| Gewonnen finales herendubbel |                   |                     |               |                        |                                           |                                     |         |
| 1.                           | 29 september 2003 | ATP Metz (1)        | Hardcourt     | Julien Benneteau       | Michaël Llodra Fabrice Santoro            | 7–6(2), 6–3                         | Details |
| 2.                           | 16 oktober 2004   | ATP Metz (2)        | Hardcourt     | Arnaud Clément         | Ivan Ljubičić Uros Vico                   | 6–2, 7–6(8)                         | Details |
| 3.                           | 31 oktober 2009   | ATP Lyon            | Hardcourt     | Julien Benneteau       | Arnaud Clément Sébastien Grosjean         | 6–4, 7–6(6)                         | Details |
| 4.                           | 5 februari 2012   | ATP Montpellier (1) | Hardcourt     | Édouard Roger-Vasselin | Paul Hanley Jamie Murray                  | 6–4, 7–6(4)                         | Details |
| 5.                           | 25 februari 2012  | ATP Marseille (1)   | Hardcourt     | Édouard Roger-Vasselin | Dustin Brown Jo-Wilfried Tsonga           | 3–6, 6–3, [10–6]                    | Details |
| 6.                           | 23 september 2012 | ATP Metz (3)        | Hardcourt     | Édouard Roger-Vasselin | Johan Brunström Frederik Nielsen          | 7–6(3), 6–4                         | Details |
| 7.                           | 14 juli 2013      | ATP Newport         | Gras          | Édouard Roger-Vasselin | Rhyne Williams                            | 6-7, 6-2, [10-5]                    | Details |
| 8.                           | 16 februari 2014  | ATP Rotterdam (1)   | Hardcourt     | Michaël Llodra         | Jean-Julien Rojer Horia Tecău             | 6-2, 7-6                            | Details |
| 9.                           | 21 juni 2015      | ATP Londen (1)      | Gras          | Pierre-Hugues Herbert  | Marcin Matkowski Nenad Zimonjić           | 6-2, 6-2                            | Details |
| 10.                          | 13 september 2015 | US Open             | Hardcourt     | Pierre-Hugues Herbert  | Jamie Murray John Peers                   | 6-4, 6-4                            | Details |
| 11.                          | 14 februari 2016  | ATP Rotterdam (2)   | Hardcourt (i) | Vasek Pospisil         | Alexander Peya Philipp Petzschner         | 7-6(2), 6-4                         | Details |
| 12.                          | 20 maart 2016     | ATP Indian Wells    | Hardcourt     | Pierre-Hugues Herbert  | Vasek Pospisil Jack Sock                  | 6-3, 7-6(5)                         | Details |
| 13.                          | 3 april 2016      | ATP Miami           | Hardcourt     | Pierre-Hugues Herbert  | Raven Klaasen Rajeev Ram                  | 5-7, 6-1, [10-7]                    | Details |
| 14.                          | 17 april 2016     | ATP Monte Carlo     | Gravel        | Pierre-Hugues Herbert  | Jamie Murray Bruno Soares                 | 4-6, 6-0, [10-6]                    | Details |
| 15.                          | 19 juni 2016      | ATP Londen (2)      | Gras          | Pierre-Hugues Herbert  | Chris Guccione André Sá                   | 6-3, 7-6(5)                         | Details |
| 16.                          | 10 juli 2016      | Wimbledon           | Gras          | Pierre-Hugues Herbert  | Julien Benneteau Édouard Roger-Vasselin   | 6-4, 7-6(1), 6-3                    | Details |
| 17.                          | 26 februari 2017  | ATP Marseille (2)   | Hardcourt (i) | Julien Benneteau       | Robin Haase Dominic Inglot                | 6-4, 6-7(9), [10-5]                 | Details |
| 18.                          | 21 mei 2017       | ATP Rome            | Gravel        | Pierre-Hugues Herbert  | Ivan Dodig Marcel Granollers              | 4-6, 6-4, [10-3]                    | Details |
| 19.                          | 13 augustus 2017  | ATP Montreal        | Hardcourt     | Pierre-Hugues Herbert  | Rohan Bopanna Ivan Dodig                  | 6-4, 3-6, [10-6]                    | Details |
| 20.                          | 20 augustus 2017  | ATP Cincinnati      | Hardcourt     | Pierre-Hugues Herbert  | Jamie Murray Bruno Soares                 | 7-6(6), 6-4                         | Details |
| 21.                          | 18 februari 2018  | ATP Rotterdam (3)   | Hardcourt (i) | Pierre-Hugues Herbert  | Oliver Marach Mate Pavić                  | 2-6, 6-2, [10-7]                    | Details |
| 22.                          | 9 juni 2018       | Roland Garros (1)   | Gravel        | Pierre-Hugues Herbert  | Oliver Marach Mate Pavić                  | 6-2, 7-6(4)                         | Details |
| 23.                          | 23 september 2018 | ATP Metz (4)        | Hardcourt (i) | Édouard Roger-Vasselin | Ken Skupski Neal Skupski                  | 6-1, 7-5                            | Details |
| 24.                          | 21 oktober 2018   | ATP Antwerpen (1)   | Hardcourt (i) | Édouard Roger-Vasselin | Marcelo Demoliner Santiago González       | 6-4, 7-5                            | Details |
| 25.                          | 27 januari 2019   | Australian Open     | Hardcourt     | Pierre-Hugues Herbert  | Henri Kontinen John Peers                 | 6-4, 7-6(1)                         | Details |
| 26.                          | 6 oktober 2019    | ATP Tokio           | Hardcourt     | Édouard Roger-Vasselin | Nikola Mektić Franko Škugor               | 7-6(7), 6-4                         | Details |
| 27.                          | 3 november 2019   | ATP Parijs          | Hardcourt (i) | Pierre-Hugues Herbert  | Karen Chatsjanov Andrej Roebljov          | 6-4, 6-1                            | Details |
| 28.                          | 17 november 2019  | ATP Finals (1)      | Hardcourt (i) | Pierre-Hugues Herbert  | Raven Klaasen Michael Venus               | 6-3, 6-4                            | Details |
| 29.                          | 16 februari 2020  | ATP Rotterdam (4)   | Hardcourt (i) | Pierre-Hugues Herbert  | Henri Kontinen Jan-Lennard Struff         | 7-6(5), 4-6, [10-7]                 | Details |
| 30.                          | 23 februari 2020  | ATP Marseille (3)   | Hardcourt (i) | Vasek Pospisil         | Wesley Koolhof Nikola Mektić              | 6-3, 6-4                            | Details |
| 31.                          | 18 oktober 2020   | ATP Keulen 1        | Hardcourt (i) | Pierre-Hugues Herbert  | Łukasz Kubot Marcelo Melo                 | 6-4, 6-4                            | Details |
| 32.                          | 12 juni 2021      | Roland Garros (2)   | Gravel        | Pierre-Hugues Herbert  | Aleksandr Boeblik Andrej Goloebev         | 4-6, 7-6(1), 6-4                    | Details |
| 33.                          | 20 juni 2021      | ATP Londen (3)      | Gras          | Pierre-Hugues Herbert  | Reilly Opelka John Peers                  | 6-4, 7-5                            | Details |
| 34.                          | 24 oktober 2021   | ATP Antwerpen (2)   | Hardcourt (i) | Fabrice Martin         | Wesley Koolhof Jean-Julien Rojer          | 6-0, 6-1                            | Details |
| 35.                          | 21 november 2021  | ATP Finals (2)      | Hardcourt (i) | Pierre-Hugues Herbert  | Rajeev Ram Joe Salisbury                  | 6-4, 7-6(0)                         | Details |
| 36.                          | 6 februari 2022   | ATP Montpellier (2) | Hardcourt (i) | Pierre-Hugues Herbert  | Lloyd Glasspool Harri Heliövaara          | 4–6, 7–6(3), [12–10]                | Details |
| 37.                          | 6 februari 2022   | ATP Florence        | Hardcourt (i) | Édouard Roger-Vasselin | Ivan Dodig Austin Krajicek                | 7–6(4), 6–3                         | Details |
| Verloren finales herendubbel |                   |                     |               |                        |                                           |                                     |         |
| 1.                           | 6 oktober 2003    | ATP Lyon            | Tapijt        | Julien Benneteau       | Jonathan Erlich Andy Ram                  | 1–6, 3–6                            | Details |
| 2.                           | 10 juli 2004      | ATP Newport         | Gras          | Grégory Carraz         | Jordan Kerr Jim Thomas                    | 3–6, 7–6(5), 3–6                    | Details |
| 3.                           | 29 september 2007 | ATP Bangkok         | Hardcourt     | Michaël Llodra         | Sanchai Ratiwatana Sonchat Ratiwatana     | 6–3, 5–7, [7–10]                    | Details |
| 4.                           | 13 november 2011  | ATP Parijs          | Hardcourt     | Julien Benneteau       | Rohan Bopanna Aisam-ul-Haq Qureshi        | 2–6, 4–6                            | Details |
| 5.                           | 8 juni 2013       | Roland Garros       | Gravel        | Michaël Llodra         | Bob Bryan Mike Bryan                      | 4-6, 6-4, 6-7                       | Details |
| 6.                           | 22 september 2013 | ATP Metz            | Hardcourt(i)  | Jo-Wilfried Tsonga     | Johan Brunström Raven Klaasen             | 4-6, 6-7                            | Details |
| 7.                           | 9 februari 2014   | ATP Montpellier     | Hardcourt     | Marc Gicquel           | Nikolaj Davydenko Denis Istomin           | 4-6, 6-1, [7-10]                    | Details |
| 8.                           | 31 januari 2015   | Australian Open     | Hardcourt     | Pierre-Hugues Herbert  | Simone Bolelli Fabio Fognini              | 4-6, 4-6                            | Details |
| 9.                           | 14 juni 2015      | ATP Rosmalen        | Gras          | Pierre-Hugues Herbert  | Ivo Karlović Łukasz Kubot                 | 2-6, 6-7                            | Details |
| 10.                          | 27 september 2015 | ATP Metz            | Hardcourt (i) | Pierre-Hugues Herbert  | Łukasz Kubot Édouard Roger-Vasselin       | 6-2, 3-6, [7-10]                    | Details |
| 11.                          | 23 oktober 2016   | ATP Antwerpen       | Hardcourt (i) | Pierre-Hugues Herbert  | Daniel Nestor Édouard Roger-Vasselin      | 4-6, 4-6                            | Details |
| 12.                          | 6 november 2016   | ATP Parijs          | Hardcourt (i) | Pierre-Hugues Herbert  | Henri Kontinen John Peers                 | 4-6, 6-3, [6-10]                    | Details |
| 13.                          | 14 mei 2017       | ATP Madrid          | Gravel        | Édouard Roger-Vasselin | Łukasz Kubot Marcelo Melo                 | 5-7, 3-6                            | Details |
| 14.                          | 18 november 2018  | ATP Finals          | Hardcourt (i) | Pierre-Hugues Herbert  | Mike Bryan Jack Sock                      | 7-5, 1-6, [11-13]                   | Details |
| 15.                          | 13 juli 2019      | Wimbledon           | Gras          | Édouard Roger-Vasselin | Juan Sebastián Cabal Robert Farah Maksoud | 7-6(5), 6-7(5), 6-7(6), 7-6(5), 3-6 | Details |
| 16.                          | 22 september 2019 | ATP Metz            | Hardcourt (i) | Édouard Roger-Vasselin | Robert Lindstedt Jan-Lennard Struff       | 6-2, 6-7(1), [4-10]                 | Details |
| 17.                          | 23 mei 2021       | ATP Lyon            | Gravel        | Pierre-Hugues Herbert  | Hugo Nys Tim Pütz                         | 4–6, 7–5, [8–10]                    | Details |
| 18.                          | 7 november 2021   | ATP Parijs          | Hardcourt (i) | Pierre-Hugues Herbert  | Tim Pütz Michael Venus                    | 3–6, 7–6(4), [9–11]                 | Details |
| 19.                          | 30 oktober 2022   | ATP Bazel           | Hardcourt (i) | Édouard Roger-Vasselin | Reilly Opelka Austin Krajicek             | 4-6, 6-7(5)                         | Details |
| 20.                          | 26 februari 2023  | ATP Marseille       | Hardcourt (i) | Fabrice Martin         | Santiago González Édouard Roger-Vasselin  | 6–4, 6–7(4), [7–10]                 | Details |
| 21.                          | 1 april 2023      | ATP Miami           | Hardcourt     | Austin Krajicek        | Santiago González Édouard Roger-Vasselin  | 6–7(4), 5–7                         | Details |
| 22.                          | 27 mei 2023       | ATP Lyon            | Gravel        | Matwé Middelkoop       | Rajeev Ram Joe Salisbury                  | 0–6, 3–6                            | Details |
| Gewonnen finales challengers |                   |                     |               |                        |                                           |                                     |         |
| 1.                           | 23 juli 2000      | Contrexéville       | Gravel        | Julien Benneteau       | Jean-René Lisnard Olivier Patience        | 6-3, 7-6(4)                         |         |
| 2.                           | 25 februari 2001  | Andrezieux          | Hardcourt (i) | Julien Benneteau       | Noam Behr Jonathan Erlich                 | 6-3, 6-3                            |         |
| 3.                           | 3 februari 2002   | Lübeck              | Tapijt (i)    | Grégory Carraz         | Yves Allagro Denis Golovanov              | 4-6, 7-6(7), 6-1                    |         |
| 4.                           | 13 juli 2003      | Bristol             | Gras          | Jean-Francois Bachelot | Daniel Kierman David Sherwood             | 7-6(4), 5-7, 7-6(5)                 |         |
| 5.                           | 17 augustus 2003  | Bronx               | Hardcourt     | Julien Benneteau       | Martín García Graydon Oliver              | 6-3, 6-1                            |         |
| 6.                           | 21 september 2003 | Saint-Jean-de-Luz   | Hardcourt (i) | Julien Benneteau       | Johan Landsberg Myles Wakefield           | 6-4, 6-1                            |         |
| 7.                           | 18 juli 2004      | Manchester          | Gras          | Jean-Francois Bachelot | Aisam-ul-Haq Qureshi Lovro Zovko          | 6-2, 6-4                            |         |
| 8.                           | 25 juli 2004      | Valladolid          | Hardcourt     | Jean-Francois Bachelot | Aisam-ul-Haq Qureshi Michael Ryderstedt   | 6-3, 6-4                            |         |
| 9.                           | 18 september 2005 | Orléans             | Hardcourt (i) | Julien Benneteau       | Grégory Carraz Anthony Dupuis             | 3-6, 6-4, 6-2                       |         |
| 10.                          | 2 oktober 2005    | Grenoble            | Hardcourt (i) | Julien Benneteau       | Grégory Carraz Nicolas Tourte             | 4-6, 6-4, 6-3                       |         |
| 11.                          | 5 februari 2006   | Andrézieux-Bouthéon | Hardcourt (i) | Julien Benneteau       | Grégory Carraz Anthony Dupuis             | 6-4, 6-4                            |         |
| 12.                          | 21 mei 2006       | San Remo            | Gravel        | Julien Benneteau       | Flavio Cipolla Francesco Piccari          | 6-4, 7-6(5)                         |         |
| 13.                          | 9 augustus 2009   | Segovia             | Hardcourt     | Édouard Roger-Vasselin | Serhij Stachovsky Lovro Zovko             | 6-7(4), 6-3, [10-8]                 |         |
| 14.                          | 7 maart 2010      | Cherbourg           | Hardcourt (i) | Édouard Roger-Vasselin | Harsh Mankad Adil Shamasdin               | 6-2, 6-4                            |         |
| 15.                          | 21 maart 2010     | Sarajevo            | Hardcourt (i) | Édouard Roger-Vasselin | Ivan Dodig Lukáš Rosol                    | 7-6(6), 6-7(7), [10-5]              |         |
| 16.                          | 18 april 2010     | Johannesburg        | Hardcourt     | Lovro Zovko            | Raven Klaasen Izak van der Merwe          | 6-2, 6-2                            |         |
| 17.                          | 16 mei 2010       | Bordeaux            | Gravel        | Édouard Roger-Vasselin | Karol Beck Leoš Friedl                    | 5-7, 6-3, [10-7]                    |         |
| 18.                          | 6 februari 2011   | Courmayeur          | Hardcourt (i) | Marc Gicquel           | Olivier Charroin Alexandre Renard         | 6-3, 6-4                            |         |
| 19.                          | 2 oktober 2022    | Orléans             | Hardcourt (i) | Édouard Roger-Vasselin | Michael Geerts Skander Mansouri           | 6-2, 6-4                            |         |

## Resultaten grote toernooien
| Legenda | Legenda                          |
| ------- | -------------------------------- |
| g.t.    | geen toernooi gehouden           |
| l.c.    | lagere categorie                 |
| –       | niet deelgenomen                 |
| G       | uitgeschakeld in de groepsfase   |
| 1R      | uitgeschakeld in de eerste ronde |
| 2R      | uitgeschakeld in de tweede ronde |
| 3R      | uitgeschakeld in de derde ronde  |
| 4R      | uitgeschakeld in de vierde ronde |
| KF      | uitgeschakeld in de kwartfinale  |
| HF      | uitgeschakeld in de halve finale |
| F       | de finale verloren               |
| W       | het toernooi gewonnen            |
| w-v     | winst/verlies-balans             |

### Enkelspel
| grandslamtoernooien       |     |      |      |      |     |      |      |      |    |      |      |      |     |      |      |      |    |      |      |      |      |      |
| Australian Open           | –   | 1R   | –    | –    | 1R  | –    | –    | 2R   | 2R | –    | –    | 2R   | 3R  | –    | 1R   | –    | 2R | 1R   | –    | –    | –    | –    |
| Roland Garros             | 1R  | 1R   | –    | 1R   | 1R  | –    | 1R   | 1R   | 1R | –    | 2R   | 1R   | 3R  | 1R   | 1R   | 3R   | 2R | 1R   | 1R   | 3R   | –    | –    |
| Wimbledon                 | –   | –    | –    | –    | –   | –    | 3R   | 2R   | 1R | 1R   | 1R   | 1R   | 2R  | 2R   | 1R   | 2R   | 4R | 1R   | –    | –    | g.t. | –    |
| US Open                   | –   | –    | –    | 1R   | 1R  | –    | 2R   | 1R   | 1R | –    | –    | 2R   | 1R  | 1R   | 1R   | 2R   | 3R | 3R   | 2R   | –    | –    | –    |
| ATP Masters 1000          |     |      |      |      |     |      |      |      |    |      |      |      |     |      |      |      |    |      |      |      |      |      |
| Indian Wells              | –   | –    | –    | –    | –   | –    | –    | 3R   | 3R | –    | –    | –    | 2R  | –    | 1R   | –    | 1R | 1R   | 1R   | –    | g.t. | –    |
| Miami                     | –   | –    | –    | –    | –   | –    | –    | 1R   | 2R | –    | –    | –    | 2R  | –    | 1R   | –    | 1R | 4R   | –    | –    | g.t. | –    |
| Monte Carlo               | –   | –    | –    | –    | 1R  | –    | 1R   | –    | 1R | –    | –    | –    | –   | –    | 2R   | –    | 1R | 1R   | –    | –    | g.t. | –    |
| Hamburg/Madrid            | –   | –    | –    | –    | –   | –    | –    | –    | 1R | –    | –    | –    | –   | –    | 1R   | –    | 1R | 2R   | –    | –    | g.t. | –    |
| Rome                      | –   | –    | –    | –    | –   | –    | –    | –    | 2R | –    | –    | –    | –   | –    | 1R   | –    | 2R | 1R   | –    | –    | –    | –    |
| Montreal/Toronto          | –   | –    | –    | –    | –   | 1R   | 1R   | –    | 2R | –    | –    | –    | –   | –    | 1R   | 1R   | –  | –    | –    | –    | g.t. | –    |
| Cincinnati                | –   | –    | –    | –    | –   | –    | 1R   | –    | –  | –    | –    | –    | –   | –    | 1R   | 1R   | 2R | –    | –    | –    | –    | –    |
| Stuttgart/Madrid/Shanghai | –   | –    | –    | –    | –   | –    | –    | –    | –  | –    | –    | –    | –   | –    | –    | –    | –  | –    | –    | –    | g.t. | g.t. |
| Parijs                    | –   | 1R   | –    | 2R   | –   | 1R   | 1R   | 2R   | –  | –    | 1R   | 2R   | –   | 2R   | –    | 1R   | 2R | 3R   | 1R   | –    | –    | –    |
| olympisch                 |     |      |      |      |     |      |      |      |    |      |      |      |     |      |      |      |    |      |      |      |      |      |
| Olympische Spelen         | –   | g.t. | g.t. | g.t. | –   | g.t. | g.t. | g.t. | –  | g.t. | g.t. | g.t. | –   | g.t. | g.t. | g.t. | –  | g.t. | g.t. | g.t. | g.t. | –    |
| statistieken              |     |      |      |      |     |      |      |      |    |      |      |      |     |      |      |      |    |      |      |      |      |      |
| totaal aantal titels      | 0   | 0    | 0    | 0    | 0   | 0    | 0    | 0    | 0  | 0    | 0    | 0    | 0   | 2    | 0    | 1    | 1  | 0    | 0    | 0    | 0    | 0    |
| eindejaarsranking         | 388 | 216  | 269  | 94   | 131 | 134  | 66   | 45   | 94 | 214  | 132  | 80   | 108 | 50   | 117  | 71   | 39 | 103  | 190  | 194  | 238  | –    |

### Dubbelspel
| toernooi                  | 2000 | 2001 | 2002 | 2003 | 2004 | 2005 | 2006 | 2007 | 2008 | 2009 | 2010 | 2011 | 2012 | 2013 | 2014 | 2015 | 2016 | 2017 | 2018 | 2019 | 2020 | 2021 | 2022 | 2023 | 2024 |
| ------------------------- | ---- | ---- | ---- | ---- | ---- | ---- | ---- | ---- | ---- | ---- | ---- | ---- | ---- | ---- | ---- | ---- | ---- | ---- | ---- | ---- | ---- | ---- | ---- | ---- | ---- |
| grandslamtoernooien       |      |      |      |      |      |      |      |      |      |      |      |      |      |      |      |      |      |      |      |      |      |      |      |      |      |
| Australian Open           | –    | –    | –    | –    | 3R   | 2R   | 1R   | KF   | 3R   | –    | –    | –    | 1R   | 1R   | HF   | F    | 2R   | KF   | 2R   | W    | 1R   | KF   | 1R   | 1R   |      |
| Roland Garros             | 2R   | 1R   | 1R   | 2R   | 1R   | 1R   | KF   | 2R   | –    | 3R   | 1R   | 3R   | 2R   | F    | 3R   | 3R   | 3R   | 1R   | W    | 2R   | 3R   | W    | 1R   | 1R   |      |
| Wimbledon                 | –    | –    | –    | –    | 2R   | 1R   | 1R   | 1R   | 3R   | –    | 1R   | 2R   | 1R   | 2R   | HF   | 3R   | W    | 2R   | 2R   | F    | g.t. | 2R   | KF   | 2R   |      |
| US Open                   | –    | –    | –    | –    | HF   | KF   | 1R   | HF   | 2R   | 1R   | 1R   | –    | KF   | 3R   | 2R   | W    | HF   | 1R   | 3R   | 1R   | 1R   | KF   | 1R   | HF   |      |
| ATP Finals                |      |      |      |      |      |      |      |      |      |      |      |      |      |      |      |      |      |      |      |      |      |      |      |      |      |
| ATP Finals                | –    | –    | –    | –    | –    | –    | –    | –    | –    | –    | –    | –    | –    | –    | –    | G    | G    | G    | F    | W    | –    | W    | –    | –    |      |
| ATP Masters 1000          |      |      |      |      |      |      |      |      |      |      |      |      |      |      |      |      |      |      |      |      |      |      |      |      |      |
| Indian Wells              | –    | –    | –    | –    | –    | –    | –    | –    | 1R   | –    | –    | –    | 1R   | –    | KF   | –    | W    | 2R   | 2R   | 2R   | g.t. | –    | 1R   | –    |      |
| Miami                     | –    | –    | –    | –    | –    | –    | –    | –    | 1R   | –    | –    | –    | 1R   | –    | HF   | 2R   | W    | 2R   | –    | –    | g.t. | 2R   | 2R   | F    |      |
| Monte Carlo               | –    | –    | –    | –    | 2R   | 1R   | –    | –    | 2R   | –    | –    | –    | –    | 1R   | 2R   | KF   | W    | HF   | 2R   | 1R   | g.t. | KF   | 2R   | 1R   |      |
| Hamburg/Madrid            | –    | –    | –    | –    | –    | –    | –    | –    | 1R   | –    | –    | –    | –    | –    | 2R   | 2R   | HF   | F    | HF   | –    | g.t. | KF   | 2R   | –    |      |
| Rome                      | –    | –    | –    | –    | –    | –    | –    | –    | 1R   | –    | –    | –    | –    | –    | 2R   | –    | –    | W    | –    | –    | 2R   | –    | 1R   | 1R   |      |
| Montreal/Toronto          | –    | –    | –    | –    | –    | –    | –    | –    | 1R   | –    | –    | –    | –    | –    | 2R   | 2R   | –    | W    | 2R   | 1R   | g.t. | –    | 1R   | 2R   |      |
| Cincinnati                | –    | –    | –    | –    | –    | –    | –    | –    | –    | –    | –    | –    | –    | 1R   | –    | 2R   | KF   | W    | 2R   | 2R   | 1R   | –    | –    | –    |      |
| Stuttgart/Madrid/Shanghai | –    | –    | –    | –    | –    | –    | –    | –    | –    | –    | –    | –    | –    | –    | –    | KF   | –    | –    | –    | HF   | g.t. | g.t. | g.t. | –    |      |
| Parijs                    | 1R   | 1R   | –    | 1R   | HF   | KF   | –    | 1R   | 1R   | –    | –    | F    | –    | 1R   | 1R   | 2R   | F    | KF   | KF   | W    | KF   | F    | 2R   | –    |      |
| olympisch                 |      |      |      |      |      |      |      |      |      |      |      |      |      |      |      |      |      |      |      |      |      |      |      |      |      |
| Olympische Spelen         | –    | g.t. | g.t. | g.t. | –    | g.t. | g.t. | g.t. | –    | g.t. | g.t. | g.t. | –    | g.t. | g.t. | g.t. | 1R   | g.t. | g.t. | g.t. | g.t. | 1R   | g.t. | g.t. |      |
| statistieken              |      |      |      |      |      |      |      |      |      |      |      |      |      |      |      |      |      |      |      |      |      |      |      |      |      |
| totaal aantal titels      | 0    | 0    | 0    | 1    | 1    | 0    | 0    | 0    | 0    | 1    | 0    | 0    | 3    | 1    | 1    | 2    | 6    | 4    | 4    | 4    | 3    | 4    | 2    | 0    | 0    |
| eindejaarsranking         | 207  | 279  | 290  | 75   | 27   | 57   | 83   | 38   | 81   | 98   | 97   | 59   | 51   | 32   | 19   | 12   | 1    | 6    | 11   | 3    | 6    | 5    | 50   | 38   |      |

### Gemengd dubbelspel
| grandslamtoernooien |      |      |      |    |      |      |      |    |      |      |      |      |    |      |      |  |
| Australian Open     | –    | –    | –    | –  | –    | –    | –    | –  | 1R   | –    | 1R   | –    | –  | –    | –    |  |
| Roland Garros       | 1R   | 2R   | 1R   | 1R | 1R   | 1R   | 1R   | 1R | –    | –    | –    | g.t. | 1R | 2R   | 2R   |  |
| Wimbledon           | –    | –    | –    | –  | –    | –    | –    | –  | –    | 2R   | 1R   | g.t. | –  | 2R   | KF   |  |
| US Open             | –    | –    | –    | –  | –    | –    | –    | –  | –    | –    | –    | g.t. | –  | –    | –    |  |
| olympisch           |      |      |      |    |      |      |      |    |      |      |      |      |    |      |      |  |
| Olympische Spelen   | g.t. | g.t. | g.t. | –  | g.t. | g.t. | g.t. | 1R | g.t. | g.t. | g.t. | g.t. | 1R | g.t. | g.t. |  |